# AtheOS

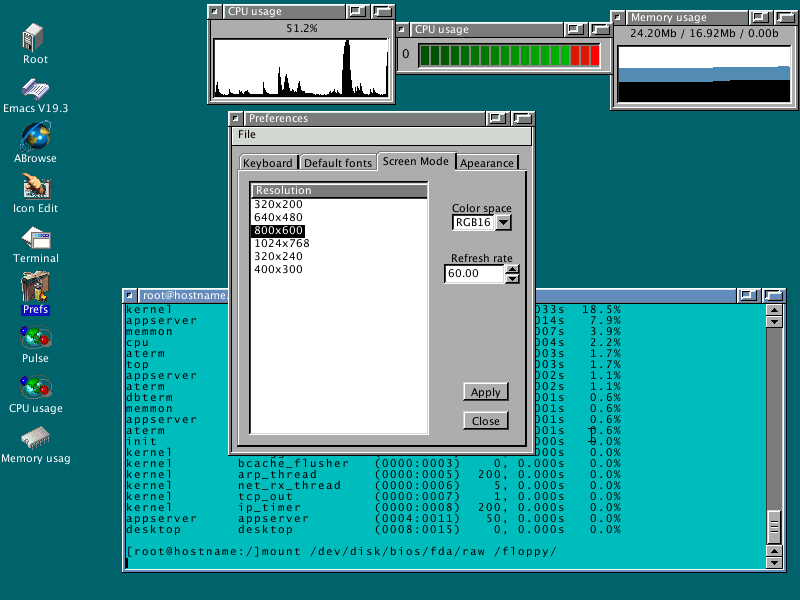
Az AtheOS munkaasztala

Az AtheOS (az Athena operációs rendszer rövidítése) egy szabad, Unix-szerű operációs rendszer x86 alapú gépek számára. Teljes egészében egy norvég programozó, Kurt Skauen munkája 1994-től a 2000-es évek elejéig.
Kurt Skauen felhasználta (portolta) a KHTML-t, hogy elkészítse az ABrowse nevű webböngészőt az AtheOS-hoz.

## Jellemzők
- Saját, natív, 64 bites naplózható fájlrendszer AtheOS File System (általában AFS-nek hívják)
- Szimmetrikus multiprocesszor támogatás
- Egy eredeti, hagyaték nélküli (legacy-free), objektumorientált GUI architektúra
- A legtöbb POSIX standard támogatása
- Pre-emptive multitasking multithreading-el
- C++ orientált API

Az AtheOS fejlesztése anyagi okok miatt leállt egy kis időre, majd az AtheOS programozók egy csoportja 2002-ben megalkotta a Syllable projektet. A rendszer ("AtheOS") fejlesztése jelenleg a Syllable operációs rendszer forkban (elágazásban) folytatódik.
A weboldalon „News” (hírek) menümontban 2002-es az utolsó bejegyzés.